# The Violin of M'sieur
The Violin of M'sieur è un cortometraggio muto del 1914 diretto da James Young.

## Trama
All'epoca della guerra franco-prussiana, un insegnante di violino viene separato dalla figlia. Passeranno degli anni prima che l'uomo, cercandola in tutta Europa, riesca a ritrovarla,

## Produzione
Il film fu prodotto dalla Vitagraph Company of America.

## Distribuzione
Distribuito dalla General Film Company, il film - un cortometraggio in due bobine - uscì nelle sale cinematografiche statunitensi il 1º agosto dopo essere stato presentato in prima a New York il 15 giugno 1914.